# Торвальдюр Скуласон
Торвальдюр Скуласон (исл. Þorvaldur Skúlason; 30 апреля 1906[…], Бордейри, Нордюрланд-Вестра — 30 августа 1984, Рейкьявик) — исландский художник. Один из пионеров абстрактного искусства в Исландии. В своём творчестве находился под влиянием французского кубизма, с которым он познакомился во Франции в 1940-х годах.

## Жизнь и творчество
Торвальдюр родился в селении Бордейри на берегу Хрута-фьорда, в семье торговца Скули Йоунссона и его жены, домохозяйки Элин Теодоурсдоуттир. Когда ему было три года, семья переехала в Блёндюоус. В возрасте четырнадцати лет Торвальдюр стал юнгой в столовой на пассажирском пароходе MS Gullfossi, но спустя год сломал ногу и был списан на берег. После этого всё своё время Торвальдюр проводил за рисованием. Осенью 1921 года он отправился в Рейкьявик, где поступил в ученики к художнику Аусгримюру Йоунссону.
В 1927 году он впервые выставлял свои работы на 7-й публичной художественной выставке Ассоциации друзей Рейкьявика, а 16 февраля 1928 года состоялась его первая персональная выставка в Рейкьявике. В том же году Торвальдюр отправился учиться в Норвежскую национальную академию изящных искусств в Осло. В 1931 году он переехал в Париж, в 1933 году в Копенгаген и снова во Францию в 1934 году. В 1940 году из-за немецкого вторжения Торвальдюр вернулся в Исландию со своей женой и их новорождённым ребёнком.
После прибытия в Исландию Торвальдюр жил в основном в Рейкьявике и принимал активное участие в культурной жизни столицы. В частности, он участвовал в выставках Ассоциации исландских художников-художников и выставках творческой группы Septem. В 1972 году Торвальдюр выставлялся вместе со Сваваром Гвюднасоном на Венецианском биеннале. Был преподавателем в Исландской школе искусства и ремёсел и в Художественной школе. Был членом музейного совета Исландского художественного музея и входил во многие художественные жюри и комитеты.
Женой Торвальдюр была датчанка Астрид Фугманн, которая плохо себя чувствовала в Исландии, поэтому вскоре после переезда в Исландии они с мужем развелись, и Астрид вместе с дочерью Кристиной переехала в Данию. Умер Торвальдюр в 1984 году в Рейкьявике в возрасте 78 лет.
Самая большая коллекция работ Торвальдюра принадлежит основанной в 1980 году Художественной галерее Университета Исландии. Своим появлением галерея обязана дару супругов Сверрира Сигюрдссона и Ингибьёрг Гвюдмюндсдоуттир, которые подарили Университету Исландии своё собрание работ Торвальдюра (они владели 117 из всех 140 его произведений) и этим даром заложили основу будущей галерее.